# Cornigomphus guineensis
Espèce
Statut de conservation UICN

 LC  : Préoccupation mineure
Cornigomphus guineensis est une espèce monotypique de libellules de la famille des Gomphidae (sous-ordre des Anisoptères, ordre des Odonates). Elle est aussi appelée Tragogomphus guineensis.

## Répartition
Cette espèce est mentionnée seulement en Guinée équatoriale.

## Habitat
Les spécimens de références de Cornigomphus guineensis ont été capturés dans des rivières forestières. Il y a peu d'informations connues sur l'habitat de cette espèce.